# 옹동초등학교
옹동초등학교는 대한민국 전북특별자치도 정읍시에 있는 초등학교로, 일제 시대였던 1932년 5월 1일에 전북정읍옹동공립보통학교로 첫 개교되었다.

## 학교 연혁
- 1932. 05. 01 옹동공립보통학교 개교
- 1948. 02. 24 산성분교장 개설
- 1954. 05. 17 산성국민학교 분리
- 1981. 03. 01 옹동국민학교 병설유치원 개원
- 1994. 03. 01 용호분교장 통폐합
- 1997. 03. 01 산성분교장 통폐합
- 2008. 03. 01 u-러닝 선도학교 지정(~2010. 02. 28.)
- 2008. 03. 01 도지정 교과용도서(우리들은 1학년) 연구학교
- 2009. 03. 01 도지정 지역교과서(전라북도 생활) 연구학교
- 2010. 03. 01 도지정 디지털교과서(사회, 과학) 연구학교(~2012. 02. 29.)
- 2014. 02. 13 제79회 졸업(총 5,223명)
- 2014. 09. 01 제28대 김연님 교장 부임
- 2015. 02. 13 제80회 졸업(총 5,226명)